# Distrikt Huamanguilla
Der Distrikt Huamanguilla liegt in der Provinz Huanta in der Region Ayacucho in Südzentral-Peru. Der Distrikt wurde während der Gründungsjahre der Republik Peru gebildet. Er besitzt eine Fläche von 77,3 km². Beim Zensus 2017 wurden 4400 Einwohner gezählt. Im Jahr 1993 lag die Einwohnerzahl bei 4908, im Jahr 2007 bei 5200. Sitz der Distriktverwaltung ist die 3276 m hoch gelegene Ortschaft Huamanguilla mit 1466 Einwohnern (Stand 2017). Huamanguilla liegt 11 km südöstlich der Provinzhauptstadt Huanta. Im Distrikt gibt es die archäologischen Fundplätze Condormarca, Ccenchaccencha, Incapayarjan und Marayníyoc. 2 km südlich von Huamanguilla befindet sich der Wasserfall Sirenachayoq.

## Geographische Lage
Der Distrikt Huamanguilla liegt im Andenhochland im äußersten Süden der Provinz Huanta. Das Areal wird nach Westen und Südwesten zum Río Cachi und dessen Nebenfluss Río Yucay entwässert.
Der Distrikt Huamanguilla grenzt im Südosten und im Südwesten an die Distrikte Quinua und Pacaycasa (beide in der Provinz Huamanga), im Nordwesten an den Distrikt Iguaín, im äußersten Norden an den Distrikt Huanta sowie im Nordosten an den Distrikt Tambo (Provinz La Mar).

## Ortschaften
Neben dem Hauptort gibt es folgende größere Ortschaften im Distrikt:
- Chullcupampa (263 Einwohner)
- La Vega (487 Einwohner)